# Marillion
Marillion é uma banda de rock neoprogressivo britânica formada em 1979. A banda foi formada como Silmarillion, inspirada no livro de mesmo nome de J.R.R. Tolkien. Depois de uma alta rotatividade de integrantes nos primeiros anos, Steve Rothery foi o único membro original a permanecer. O nome do grupo foi encurtado depois de uma ameaça de processo feita pela família de Tolkien em 1980. O grupo lança seu primeiro compacto em 1982, "Market Square Heroes". Depois do sucesso alcançado, eles lançam seu primeiro álbum em 1983. Até os dias de hoje, já emplacaram 23 hits no UK Singles Chart e, até o ano 2000, já haviam vendido cerca de 14 milhões de álbuns em todo o mundo, tendo ainda feito turnês em vários países e continentes, como América, Europa e Japão.

## História

### A eraFish
A banda foi formada em 1979, originalmente como Silmarillion, uma referência ao livro de J.R.R. Tolkien Silmarillion. O nome foi encurtado em 1980 após ameaças de ações legais contra a propriedade intelectual do nome criado por Tolkien. Os primeiro trabalhos do Marillion continham as letras poéticas e introspectivas de Fish, moldados com arranjos musicais complexos e sutis, refletindo as influências claras da banda com o rock progressivo, especialmente de bandas como Pink Floyd, Genesis, Van der Graaf Generator, Rush e Yes.
Lançaram seu primeiro single em 1982, Market Square Heroes no lado A, e que continha o épico Grendel, de 17min., no lado B. Em 1983 a banda lançou seu primeiro álbum, Script for a Jester's Tear. Apesar do clima sombrio do disco em si, o álbum surpreende pelos instrumentais bem trabalhados e pela intensidade de sua concepção musical. Para os fãs de rock progressivo mais aficionados, este foi o melhor álbum. A crítica o considera uma referência para todo o gênero progressivo. O segundo álbum, Fugazi (1984), foi construído sobre o sucesso do primeiro álbum e com uma nítida influência de música eletrônica. Lançaram então em novembro de 1984 seu primeiro álbum ao vivo, Real to Reel.
O terceiro álbum Misplaced Childhood, de 1985, foi o mais bem sucedido comercialmente da banda. O álbum Clutching at Straws (1987) reforçou o apelo mais melódico dos dois discos predecessores e lidou com temas como o excesso, alcoolismo e a vida na estrada, representando a rotina da banda em suas turnês, o que também acabou resultando na saída de Fish da banda, partindo este para a carreira solo. A perda do líder deixou uma grande marca na banda e a projetou para uma sensível mudança de direcionamento e estilo musicais.
Após batalhas legais, o contato entre Fish e os outros quatro membros do Marillion não foi refeito até 1999. Apesar de atualmente estarem em relações cordiais, ambas as partes deixaram claro a impossibilidade em uma reunião da banda nos termos anteriores a 1988.

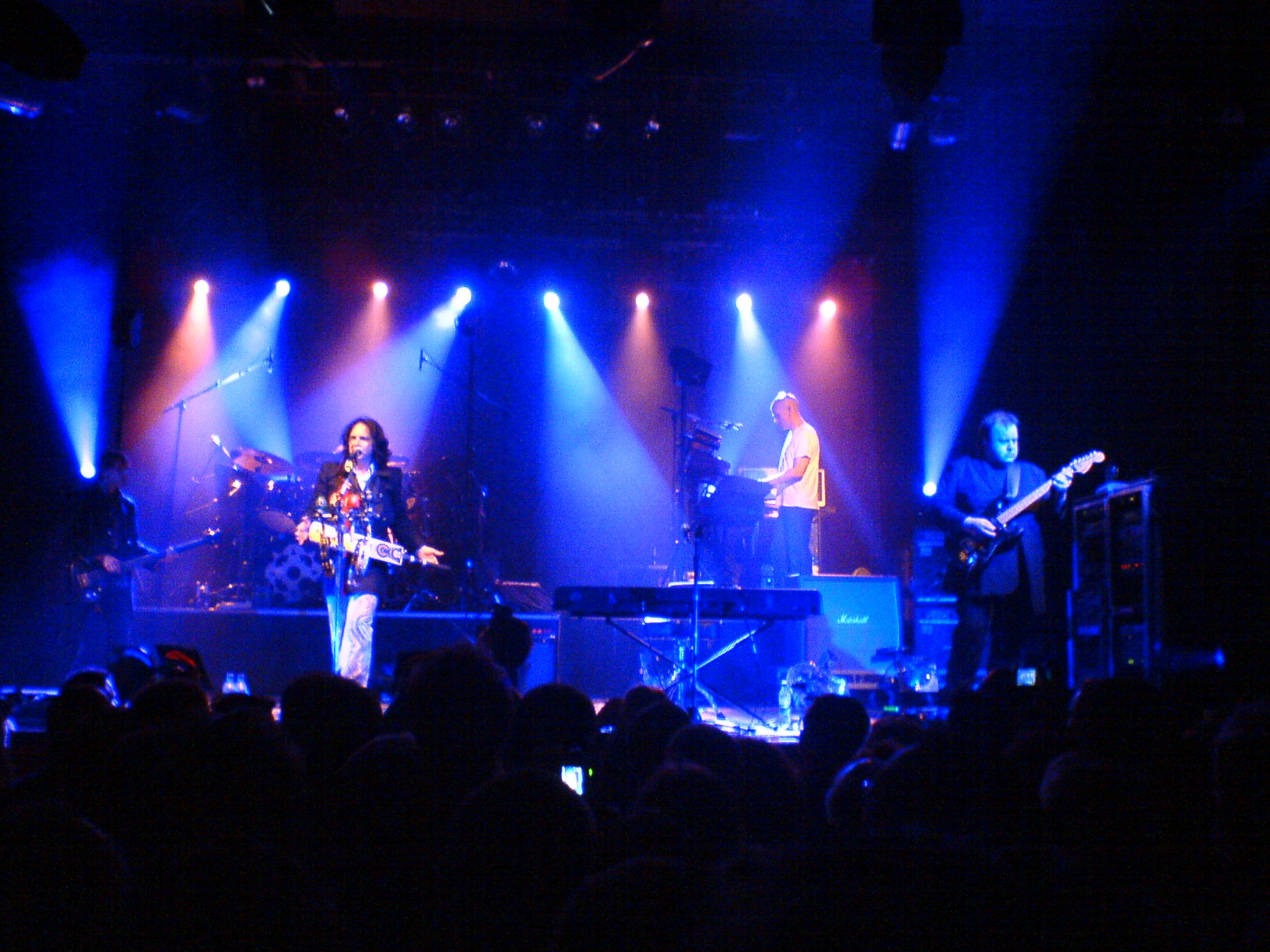
A banda em concerto, 2007

### A eraH
Após a divisão, a banda realizou turnê com Steve Hogarth, ex-tecladista e vocalista do The Europeans, preenchendo o lugar de Fish. Hogarth estava em situação complicada, pois a banda já havia gravado alguns demos para o próximo álbum, que se tornaria Seasons End, com Fish nos vocais e suas letras. Hogarth teve que recriar as letras para as canções já existentes juntamente com o autor John Helmer.
A turnê mundial de lançamento do álbum "Seasons End" presenteou os brasileiros com uma grande apresentação da banda na segunda edição do Hollywood Rock, em janeiro de 1990, com shows no Rio de Janeiro e em São Paulo. A expectativa era grande, já que a mudança nos vocais da banda tinha sido recente. Mas, Hogarth não decepcionou e foi uma atração a parte. Na música "Incommunicado", por exemplo, a banda adaptou a mesma para que tivesse dois solos de guitarra. No primeiro, o vocalista desligou o microfone sem fio, colocou-o no bolso, e subiu os andaimes de sustentação do palco e, lá de cima, sob os olhares assustados do público e da produção, continuou a interpretação da música. Ele repetiu o procedimento, durante o segundo solo, e quando chegou ao palco, encerrou a música aos gritos de aclamação do público brasileiro. Enquanto isso, os demais membros da banda tocaram seus instrumentos, como se nada tivesse acontecido.
O segundo álbum de Hogarth com a banda, Holidays in Eden, foi o primeiro que ele escreveu em parceria com a banda, e inclui a canção Dry Land, que Hogarth já havia escrito e gravado em projeto anterior com a banda How We Live. Holidays In Eden é considerado por muitos como o álbum mais comercial do Marillion, contendo muitas faixas adequadas ao formato de rádio. Entretanto, seu sucessor foi Brave, um extenso e bem amarrado álbum conceitual que exigiu da banda dezoito meses para ser lançado. Ele também marca o início do relacionamento do Marillion com o produtor musical Dave Meegan. Um filme independente baseado no álbum, que contava com a presença da banda, também foi lançado. Enquanto aclamado pela crítica, não obteve sucesso comercial, mas é atualmente considerado um dos melhores álbuns de rock progressivo lançado nos anos 1990.
O próximo álbum, Afraid Of Sunlight, foi lançado às pressas, se tornando o último trabalho da banda com a gravadora EMI. Entretanto, é considerado como um dos álbuns clássicos da banda. Conta com a faixa Out of This World, uma canção sobre Donald Campbell, que morreu enquanto tentava quebrar um recorde de velocidade na água. A canção inspirou os esforços para recuperar das águas Campbell e o Bluebird K7, o barco com o qual ele se acidentou. As buscas terminaram com sucesso em 2001, e tanto Steve Hogarth quanto Steve Rothery foram convidados para a ocasião. Foi nesse álbum que a canção "Beautiful" foi lançada, fazendo parte da trilha sonora da telenovela brasileira Cara & Coroa.
Os álbuns e eventos seguintes foram uma tentativa da banda de encontrar seu lugar no mercado da música. This Strange Engine foi lançado em 1997 com pouca divulgação de sua nova gravadora, a Castle Records, e a banda não conseguiu financiamentos para realizar turnês pelos Estados Unidos. Apesar disso, seus fãs norte-americanos conseguiram resolver o problema ao arrecadar $60.000 para trazer a banda ao seu país.
O décimo álbum da banda, Radiation, mostrou a banda usando uma abordagem drasticamente diferente para se tornar mais moderna e refletir as influências de bandas alternativas como Radiohead, tendo sido recebido pelos fãs com reações diversas. O álbum Marillion.com foi lançado no ano seguinte e mostrou progresso da banda nessa nova direção. A banda, ainda insatisfeita com sua situação perante as gravadoras, decidiu tentar arrecadar fundos para a gravação de seu próximo álbum através dos fãs ao aceitar pré-compras antes mesmo do álbum ter sido lançado. A resposta foi bastante positiva, e eles conseguiram arrecadar mais fundos que o próprio custo da produção para gravar e lançar Anoraknophobia em 2001. O Marillion conseguiu desfazer um contrato com a EMI para auxiliar na distribuição dos álbuns, permitindo à banda todos os direitos autorais de sua música.
O sucesso de Anoraknophobia permitiu aos cinco a gravação de outro álbum, mas a banda decidiu utilizar novamente seus fãs para ajudar na arrecadação de dinheiro através de promoções do novo álbum. Novamente a resposta do público foi bem sucedida, e Marbles foi lançado em 2004, com uma versão dupla disponível somente através da página oficial da banda. A banda lançou os singles You're Gone e Don't Hurt Yourself, ambos tendo alcançado as paradas britânicas. O Marillion continuou em turnê durante o ano de 2005, tocando em vários festivais e embarcando em turnês acústicas pela Europa e Estados Unidos. Um novo DVD foi lançado em fevereiro de 2006, um documentário sobre a criação, promoção, lançamento e as turnês do seu álbum Marbles.
Em abril de 2007 o Marillion lança, novamente de maneira independente, seu décimo quarto disco, Somewhere Else, que foi recebido com críticas diversas, apesar de conseguir atingir pela primeira vez em anos o Top 30 da venda de álbuns no Reino Unido. A banda também entra em turnê pela Europa nesse ano para divulgar o álbum.
Em 2008, é lançado Happiness is the Road, décimo quinto álbum de inéditas, constituído de dois discos: Essence (um álbum conceitual que versa sobre o sentido da vida) e The Hard Shoulder (disco de faixas independentes). O álbum é descrito pela banda como uma mistura entre rock progressivo, dub, soul e pop, com influência de artistas como Pink Floyd, Traffic, David Bowie, dentre outros. Mais uma vez, a banda entra em turnê pela Europa.
Em 2009, a banda resolve retrabalhar de forma acústica algumas de suas músicas já existentes, resultando no disco Less is More, que possui apenas uma faixa inédita: It is not your Fault.
Depois de três anos, em 2012, o Marillion lança seu décimo sexto álbum de inéditas, Sounds that can't be made, mais uma vez de forma independente. O álbum contém a faixa Gaza, considerada por alguns membros da banda como a mais polêmica de sua história, por abordar o delicado assunto dos conflitos na Faixa de Gaza, no Oriente Médio, entre palestinos e israelenses. Para promover o álbum, o quinteto faz sua maior tour desde 1997, passando pela Europa, América do Norte e América do Sul.
Em 2016, o tecladista Mark Kelly foi escalado para participar do novo álbum do Ayreon, The Source.

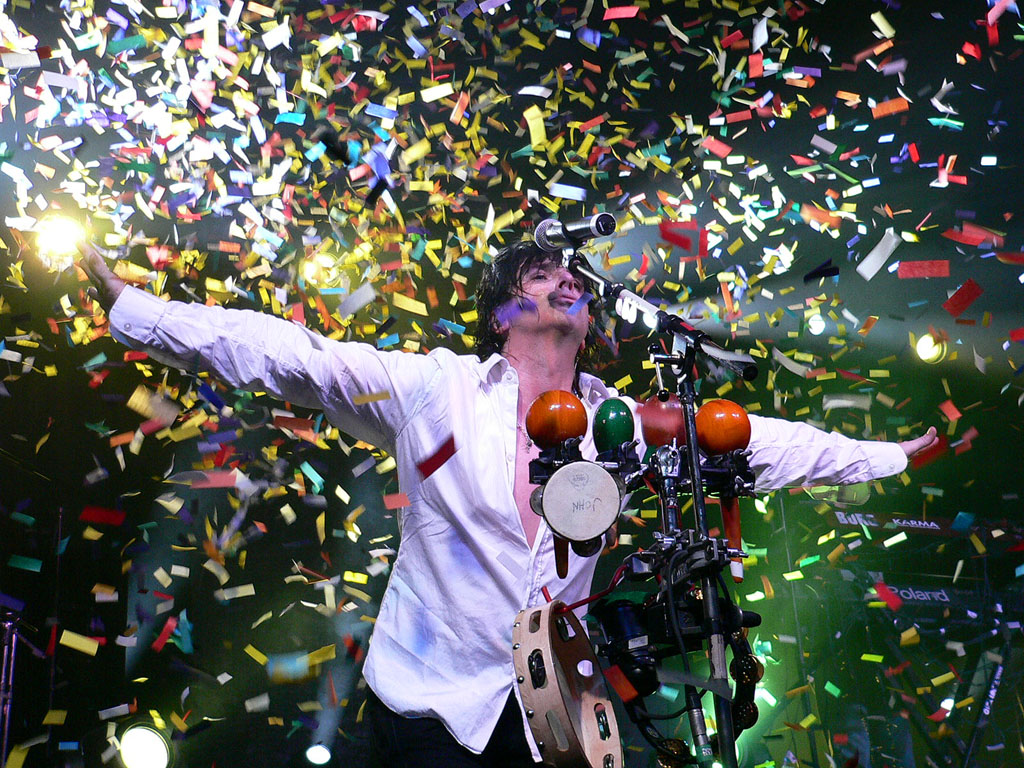
A banda em concerto em Paris, 2005

## Integrantes

### Atuais
- Steve Hogarth (vulgo "H") - vocal
- Steve Rothery - guitarra e violão
- Pete Trewavas - contrabaixo e vocal de apoio
- Mark Kelly - teclados
- Ian Mosley - bateria

### Antigos
- Fish - vocais (até 1988)
- Mick Pointer - bateria (até 1983)

## Discografia

### Álbuns de estúdio
- Script for a Jester's Tear (1983)
- Fugazi (1984)
- Misplaced Childhood (1985)
- Clutching at Straws (1987)
- Seasons End (1989)
- Holidays in Eden (1991)
- Brave (1994)
- Afraid of Sunlight (1995)
- This Strange Engine (1997)
- Radiation (1998)
- marillion.com (1999)
- Anoraknophobia (2001)
- Marbles (2004)
- Somewhere Else (2007)
- Happiness Is the Road (2008)
- Less Is More (2009)
- Sounds That Can't be Made (2012)
- Fuck Everyone and Run (F E A R) (2016)
- With Friends from the Orchestra (2019)
- An Hour Before It's Dark (2022)

### Compilações
- Brief Encounter (Estados Unidos, 1986)
- B'Sides Themselves (1988)
- From Stoke Row To Ipanema (1990)
- A Singles Collection (1992) (também conhecido como Six of One, Half Dozen of the Other)
- Marillion Music Collection (Itália, 1993)
- Kayleigh (Países Baixos, 1996)
- Essential Collection (Reino Unido, 1996)
- The Best of Marillion (Rússia, 1996)
- The Best of Both Worlds (1997)
- Real to Reel and Brief Encounter (1997)
- Kayleigh- (Reino Unido, 1998)
- The Singles '82-88' (2000)
- Crash Course (2001, atualizado após o lançamento de cada um dos álbuns posteriores)
- The Singles '89-95' (2002)
- Warm Wet Circles (Países Baixos, 2003)
- The Best of Marillion (Europa Continental, 2003)

### Álbuns ao vivo
- Real to Reel (1984)
- The Thieving Magpie (álbum duplo, 1988)
- Made Again (1996)
- Anorak in the UK (álbum duplo, 2002)
- Popular Music (álbum duplo, 2005)
- Marbles Live (2005)
- Marbles by the Sea (2006)
- Mirrors (2006)
- Family (2007)
- Friends (2007)
- Somewhere In London (2007)
- Early Stages: The Official Bootlegs 1982-1987 (2008)
- 2009 - Recital Of The Script
- 2009 - Live From Loreley
- 2009 - Happiness Is Cologne
- 2010 - High Voltage
- 2010 - The Official Bootleg Box Set Vol. 2
- 2010 - Tumbling Down The Years
- 2010 - Size Matters
- 2010 - Live In Montréal // Saturday
- 2010 - Live In Montréal // Sunday
- 2011 - Live In Montréal // Friday
- 2011 - Holidays In Eden Live
- 2011 - Live From Cadogan Hall
- 2011 - Afraid Of Sunlight Live
- 2011 - This Strange Engine Live
- 2011 - Seasons End Live
- 2012 - A-Z Live 2011
- 2012 - Sounds Live
- 2012 - The Glow Must Go On
- 2013 - locks Already Ticking
- 2013 - Brave Live 2013
- 2014 - Live At The Forum
- 2014 - Sunday Night Above The Rain
- 2015 - A Monstrously Festive(Al) Christmas
- 2016 - Waves And Numb3rs
- 2016 - Marbles In The Park
- 2016 - Singles Night
- 2017 - The Gold - Best Of Convention 2017
- 2018 - All One Tonight - Live At The Royal Albert Hall
- Sounds Live (2012)

## Videografia
- Recital of the Script (1983, re-lançado em DVD em 2003)
- Grendel/The Web EP (1984)
- 1982-1986 The Videos (1986)
- Sugar Mice/Incommunicado (1987)
- Live from Loreley (1987, re-lançado em DVD em 2004)
- From Stoke Row To Ipanema ('A Year in the Life...') (1990, re-lançado em DVD em 2003)
- Six of one half a dozen the others (1992)
- A Singles Collection (1992)
- Brave, the Movie (1995, re-lançado em DVD em 2004)
- Shot in the Dark (2000, re-lançado em DVD em 2002)
- The EMI Singles Collection (DVD) (2002)
- Brave Live 2002 (DVD) (2002)
- A Piss-Up in a Brewery (DVD) (2002)
- Before First Light (DVD) (2003)
- Christmas in the Chapel (DVD, 2003)
- Marbles on the Road (2 DVDs, 2004)
- Wish You Were Here (4 DVDs, 2005)
- Colours and Sound (2 DVDs, 2006)
- Bootleg Butlins (DVD, 2007)
- Somewhere in London (2 DVDs, 2007)
- This Strange Convention (2 DVDs, 2009)
- Out of Season (3 DVDs, 2010)
- Live from Cadogan Hall (2 DVDs/1 disco Blu-ray, 2010)
- M Tube (DVD, 2010)
- Live in Montreal (3 DVDs, 2011)
- Holidays in Zelande (5 DVDs/3 discos Blu-ray, 2011 e 2012)